# غاوكتش السفلي (سقز)
قرية غاوَكتش السفلي (بالكردية: گاوەکەچ خواروو) هي إحدى القرى التابعة لـخورخوره في ريف قسم زيويه من مقاطعة سقز، في محافظة كردستان الإيرانية.

## السكان
حسب إحصاءات سنة 2006، بلغ إجمالي السكان في غاوَكتش السفلي 96 نسمة وعدد المساكن 14 مسكن. لغة سكان غاوَكتش السفلي هي اللغة الكردية و هم من أهل السنة والجماعة والمذهب الشافعي.